# Sun Comes Up
Sun Comes Up è un singolo del gruppo musicale britannico Rudimental, pubblicato il 30 giugno 2017 come primo estratto dal terzo album in studio Toast to Our Differences.
Il singolo ha visto la partecipazione vocale del cantautore britannico James Arthur.

## Tracce
Download digitale
1. Sun Comes Up (feat. James Arthur) – 3:52

Download digitale – Steel Banglez Remix
1. Sun Comes Up (feat. James Arthur & MIST) (Steel Banglez Remix) – 3:51

Download digitale – Acoustic
1. Sun Comes Up (feat. James Arthur) (Acoustic) – 4:15

Download digitale – OFFAIAH Remix
1. Sun Comes Up (feat. James Arthur) (OFFAIAH Remix) – 3:13

Download digitale – Remixes, Pt. 1
1. Sun Comes Up (feat. James Arthur) (OFFAIAH Remix) – 3:13
2. Sun Comes Up (feat. James Arthur) (Ofenbach Remix) – 3:10
3. Sun Comes Up (feat. James Arthur) (Coldabank Remix) – 4:16
4. Sun Comes Up (feat. James Arthur) (Leon Lour Remix) – 3:56

Download digitale – Remixes, Pt. 2
1. Sun Comes Up (feat. James Arthur & MIST) (Steel Banglez Remix) – 3:51
2. Sun Comes Up (feat. James Arthur) (Murdock Remix) – 3:51
3. Sun Comes Up (feat. James Arthur) (Distinkt Remix) – 3:29
4. Sun Comes Up (feat. James Arthur) (House of Mizchif Remix) – 6:43

Download digitale – Tritonal Remix
1. Sun Comes Up (feat. James Arthur) (Tritonal Remix) – 4:13

Download digitale – Heyder Remix
1. Sun Comes Up (feat. James Arthur) (Heyder Remix) – 4:10

## Classifiche
| Classifica (2017)              | Posizione massima |
| ------------------------------ | ----------------- |
| Austria                        | 50                |
| Belgio (Fiandre)               | 51                |
| Belgio (Vallonia)              | 59                |
| Germania                       | 76                |
| Irlanda                        | 15                |
| Regno Unito                    | 6                 |
| Stati Uniti (dance/electronic) | 33                |
| Svezia                         | 80                |
| Svizzera                       | 48                |